# سوباتشاي كومسيلب
سوباتشاي كومسيلب (18 فبراير 1980 في تايلاند - ) هو لاعب كرة قدم تايلندي في مركز الظهير. شارك مع منتخب تايلاند لكرة القدم. أما مع النوادي، فقد لعب مع نادي باثوم يونايتد ونادي شيانج ري يونايتد.

## روابط خارجية
- سوباتشاي كومسيلب على موقع قاعدة بيانات كرة القدم.إي يو (الإنجليزية)
- سوباتشاي كومسيلب على موقع ناشيونال فوتبول تيمز (الإنجليزية)
- سوباتشاي كومسيلب على موقع Soccerway.com (الإنجليزية)
- سوباتشاي كومسيلب على موقع عالم كرة القدم.نت (الإنجليزية)